# Васил Алексовски
Васил Алексовски, наричан и Васил Лексо̀вски, е гръцки комунистически деец и партизанин от Егейска Македония.

## Биография
Роден е през 1912 година в костурското село Дреновени (днес Кранионас), което тогава е в Османската империя, но в 1913 година попада в Гърция. Когато е на 10 години, родителите му се преместват в Костур, където той завършва училище. Там още като ученик става симпатизант на Организацията на комунистическата младеж на Гърция. В периода 1930 - 1936 година заедно с Ташко Караджа участва активно в дейността на Гръцката комунистическа партия, арестуван е по времето на режима на Йоанис Метаксас. Държи бакалия в Костур и поддържа връзки с Лазар Търповски.
В периода 1940-1941 година е мобилизиран в гръцката армия и участва в Итало-гръцката война в рамките на 32-ри полк. След това участва активно в работата на костурския комитет на ЕАМ. Секретар е на IV район на СНОФ. Поддържа връзки с членове на Охрана, някои от които успява да привлече към комунистическата съпротива, след като многократно обещава, че ще изпрати на съд партизаните Ване Пърпов и Гири Деспин, заради многото им престъпления. Той не изпълнява обещанието си, а успоредно с това гъркоманите партизани заплашват селяните от Черешница и те се принуждават повторно да се превъоръжат от Охрана. Според спомени на съвременници, при една среща с „комити“ Алексовски заявява:
| „ | Яз се боря за това, за което и вие се борите - за Македония. И ние, и вие сме българи, само що вие поможвате на германците, а ние на русите. | “ |

На 4 март 1944 година Васил Алексовски се намира в колибите край Черешница заедно с Михали Ристовски, Гиле Бельов, Слави Плястов, Томе Ристовски, Лябе Мангов и Коле Пандов. Отрядът им е открит от членове на Охрана. Войводата Тома Сетомски застрелва Васил Алексовски заради това, че преди години Алексовски е стрелял по него. Васил Алексовски е погребан край Костур, в местността Барова ливада.